# مرکز مطالعات ایرانی لندن
مرکز مطالعات ایرانی لندن (به انگلیسی: London Academy of Iranian Studies) از سال ۲۰۰۰ در لندن تأسیس شده است. انتشار دانشنامه فرهنگ مکتوب عرفان و تصوف و نشریات فلسفه متعالی (Transcendent Philosophy Journal) و مجله Islamic Perspective Journal از جمله فعالیت ای این مرکز است. مدیریت این مرکز را سید سلمان صفوی بر عهده دارد.